# Paul Siraudin
Paul Siraudin, né le 18 décembre 1812 à Paris 1er et mort le 8 septembre 1883 à Enghien-les-Bains, est un dramaturge, librettiste et confiseur français.

## Biographie

### Jeunesse et famille
Fils de Félicité Legrand et de Thomas Sirodin, il a montré de vives dispositions pour le théâtre, dès sa plus tendre enfance. Au collège, il mettait clandestinement tous les faits de son histoire sainte en couplets et faisait des parodies fort amusantes des principales scènes de la mythologie. Toutes les tentatives de le détourner de cette carrière ayant été vaines, sa vocation l'a emporté et, dès 1835, il débute au théâtre, en collaboration avec Alfred Delacour, par quelques vaudevilles assez bien accueillis.

### Carrière théâtrale
On lui doit de nombreuses pièces de théâtre, principalement des comédies et des vaudevilles écrites en collaboration avec notamment Alfred Delacour, Lambert-Thiboust. En 1842, il fait représenter Une faction de nuit ; en 1846, Une histoire de voleurs ; et en 1849, la Société du doigt dans l’œil, ouvrage dont le gouvernement d’ordre moral a interdit depuis la reprise, croyant voir dans le titre de ce vaudeville une allusion cruelle aux manœuvres de ceux qui s’efforçaient alors de restaurer la monarchie en France.
De 1851 à 1857, il a obtenu de vifs succès avec le Bourreau des crânes, le Mari qui ronfle, la Queue de la poële et autres pièces très gaies représenter aux Variétés, au Palais-Royal et autres scènes de genre.
Il a donné successivement avec succès Fou-yo-po, les Ramoneurs et le Jardinier galant. Un grand nombre de ses pièces, dont : L’argent fait peur, la Gammina et Cinq Cents Francs de récompense ont remporté des triomphes dans différents théâtres. Il a donné aussi au théâtre le Déluge, féerie en cinq actes ; Cinq cents francs de récompense et Paris tohu bohu, revue en trois actes, avec Clairville et Ernest Blum. Il a aussi collaboré à l’éternelle Fille de madame Angot, cette pièce qui semble avoir pris à tâche d’enterrer le septennat tout entier.
On lui doit également des livrets d'opérettes ou d'opéras-comiques à succès, parmi lesquelles La Fille de Mme Angot (1872) en collaboration avec Clairville et Victor Koning sur une musique de Charles Lecocq.
Il a également écrit sous les pseudonymes de « Paul de Siraudin de Sancy », « Paul Siraudin de Sancy » et « M. Malperché ».

### Alopécie

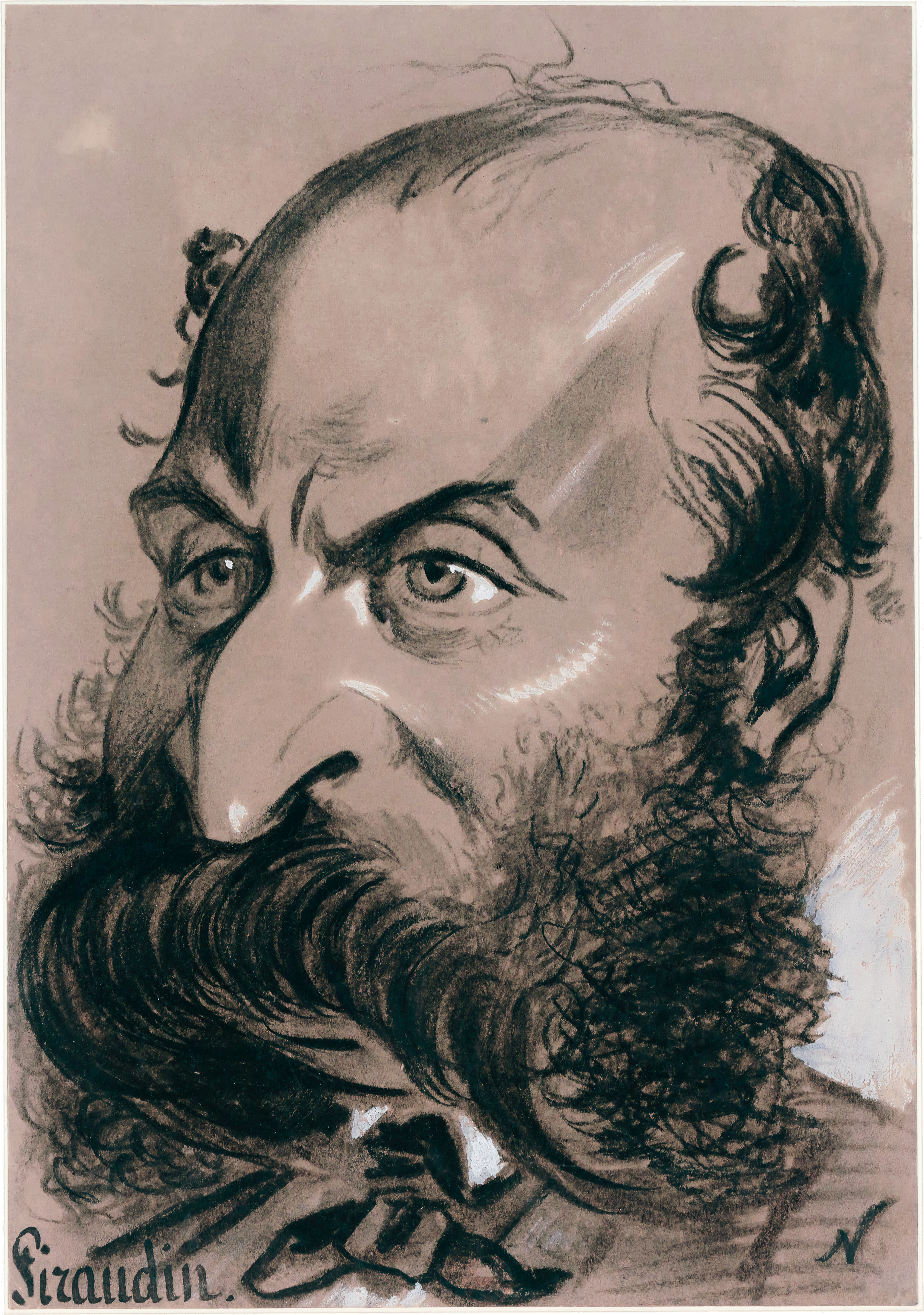
Caricature de Nadar.

Au physique, Siraudin était un homme de taille moyenne aux traits spirituels et rabelaisiens. Peu fier, il aimait à se mêler au peuple. Il a également été célèbre pour sa calvitie précoce, qui a fait la joie des échotiers. Vers l’époque du rétablissement de l’Empire, la désertification de son crâne étant devenue complète, il a rapidement amassé une brillante fortune avec les indemnités qu’il se faisait allouer judiciairement chaque année par les lanceurs de la fameuse eau de Lob, dont les administrateurs annonçaient sans cesse qu’ils donnaient dix mille francs à qui prouverait que leur eau ne faisait pas repousser les cheveux. Chaque fois que cette annonce reparaissait, Siraudin s’inondait devant l’huissier la tête avec cette lotion miraculeuse, et au bout de quinze jours intentait un procès à la compagnie, qui s’est vue obligée, en fin de compte, de transiger avec lui moyennant une rente viagère de quinze mille francs, pour qu’il mette fin à ses actions en justice à son encontre.
En 1858, il a reçu des offres brillantes de l’inventeur d’une machine à tondre le gazon qui voulait enfoncer sa clientèle en montrant son crâne comme spécimen du travail de sa tondeuse mécanique. Refusa de se prêter à ce trafic honteux et déloyal, Siraudin a continué de travailler pour le théâtre.
En 1859, lors d’un voyage artistique effectué dans les Indes, et il tomba entre les mains de natifs qui lui ont enlevé, avec leurs couteaux, un bonnet d’astrakan qu’il avait sur la tête, et laissé sur place plus mort que vif, croyant l’avoir scalpé. Suffisamment effrayé par cette épreuve éprouvante, il boucle sa malle et revient en France. À peine arrivé à Paris, après avoir été brutalement bousculé dans un couloir de l’Odéon, il a dû se battre au pistolet au bois de Vincennes. La balle de son adversaire ayant été se loger dans le chapeau qu’il avait conservé sur la tête pendant le duel, les journaux du soir ont ainsi rapporté l’incident « Ce matin a eu lieu une rencontre au pistolet entre M. X... et notre spirituel ami Siraudin. Deux balles ont été échangées. Celle de M. X... a atteint Siraudin à 5 centimètres au-dessus du genou. »
Vers 1865, le Tintamarre, qui venait de créer une célèbre entreprise de crânes annonces. Frappés du parti énorme que pouvait tirer la publicité des têtes chauves qui émaillaient l’orchestre des théâtres, les fondateurs de cette puissante Société, avaient eu l’ingénieuse idée d’y faire imprimer des annonces. D’intelligents courtiers ayant été chargés de rechercher les fronts chauves, et de les affermer au profit de la Société, Siraudin devait naturellement être un des éléments les plus précieux de cette industrie. On lui a proposé vingt mille francs par an pour se laisser imprimer sur la tête les prospectus de la Maison du Pont-Neuf. Cette annonce devait occuper le milieu du crâne, et les petits coins perdus des tempes, des oreilles, de la nuque, etc. devaient être remplis par des annonces de moindre importance. Le traité allait être signé pour cinq ans ; quand tout à coup Siraudin eut des scrupules et refusa, en voyant que l’on voulait lui imprimer près de l’oreille droite : « Pommade du docteur Poildru, infaillible pour la repousse des cheveux. »
Le jour de la première du vaudeville, le Misanthrope et l’Auvergnat, dont Siraudin était l’auteur, l’acteur chargé du rôle de l’Auvergnat lui a fait une assez mauvaise plaisanterie en accentuant, à un certain passage de la pièce, la réplique « Chauve qui peut ! » avec tant de vigueur que la salle a éclaté de rire, obligeant Siraudin à changer le mot.
Lors du siège de Paris, Siraudin a fait bravement son devoir dans la garde nationale et même demandé à plusieurs reprises de faire partie des compagnies de marche, ce qui lui a été refusé, craignant que dans une sortie il n’ôte son képi fournissant ainsi à l’ennemi un point de mire blanc et luisant pouvant devenir fatal à tout le bataillon.

### La confiserie Siraudin
Vers la fin de 1860, sans renoncer toutefois au théâtre, Siraudin s’établit confiseur au 17, rue de la Paix, à l'enseigne du Vaudevilliste infidèle, qui a un grand succès,,. Elle est reprise vers 1865 par le confiseur alsacien Louis Reinhard,,.

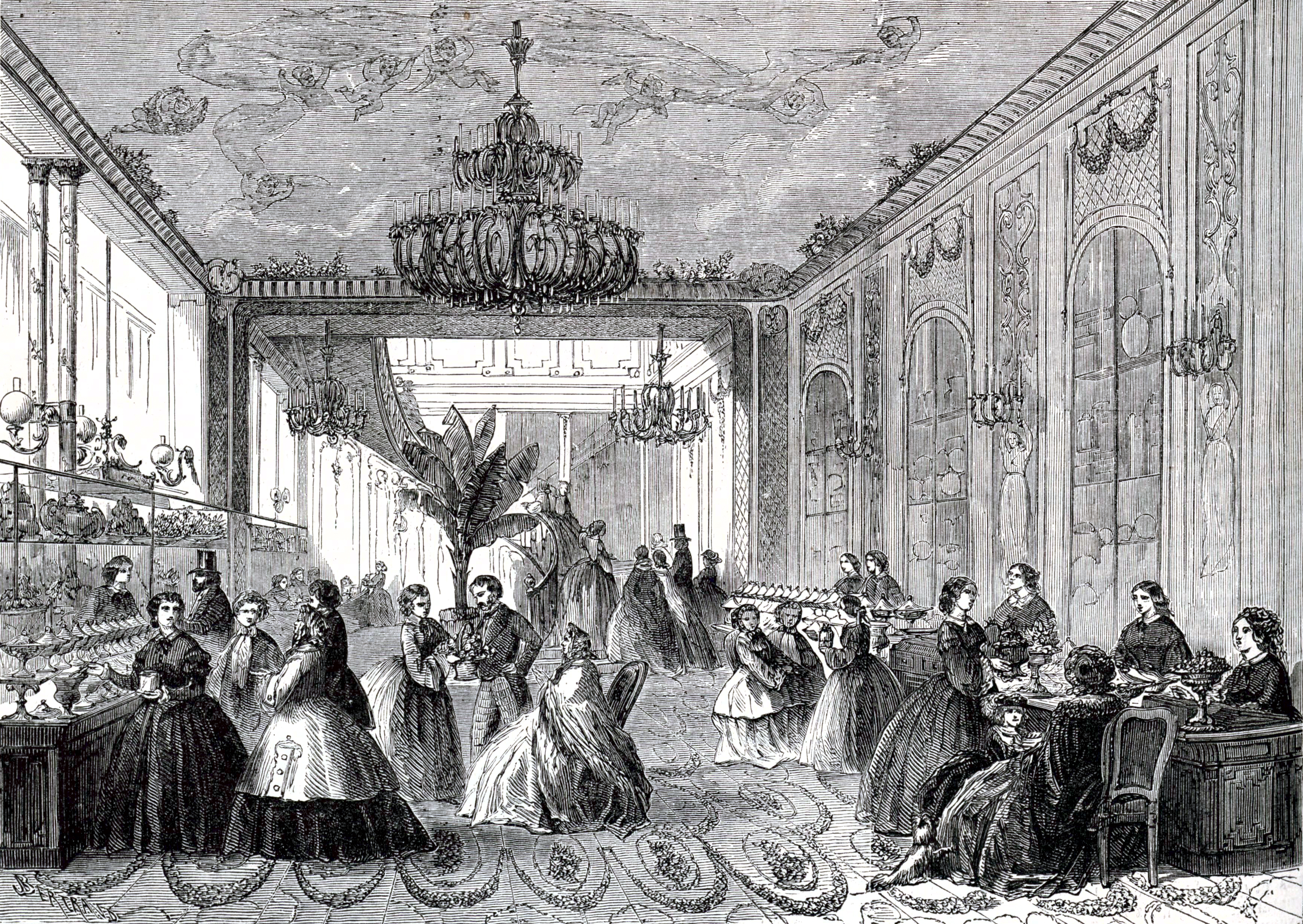
Confiserie de Paul Siraudin (1860).

On y commercialise plusieurs confiseries créées en référence à des pièces de théâtre, notamment de Victorien Sardou.
Cette conversion a fait un certain bruit dans le monde des coulisses, et l’on répétait assez volontiers qu’il s’était assuré des ressources par le commerce de la confiserie, afin de se faire mieux payer ses pièces par les directeurs en leur tenant « la dragée haute ». D’autres ont dit qu’il s’ab-sorbet à tort dans une industrie mercantile, et que pour en agir ainsi, il fallait qu’il se moque du « Candi ra-t-on ».
À partir de ce moment, les nouvelles préoccupations de Siraudin se reflètent dans ses œuvres dramatiques. Il donne en effet successivement au théâtre les Idées de Beaucornet et le Voyage de M. Dunanan. On a même prétendu qu’il avait jeté à cette époque les bases d’un grand ouvrage intitulé la Prise de la Pastille. Ainsi, en 1861, des bonbons appelés « Intimes » reprennent le titre de la comédie Nos intimes. En décembre 1862,, les « ganaches de marrons parfumés », ou simplement « ganaches » – des marrons parfumés au marasquin, à l'orange, au rhum et au kirsch – évoquent la comédie Les Ganaches et rencontrent, tout comme elle, un franc succès. En 1863, les « Diables noirs » font écho à la pièce du même nom. L'année suivante, un journaliste écrit : « [Siraudin] a innové les bonbons sous des appellations que la critique a consacrées. Nous avons mangé, grâce à lui, les Ganaches, les Diables noirs, les Intimes. Tout Victorien Sardou a passé par les mains du confiseur » En 1866, des bonbons nommés d'après le titre de l'opéra Mignon d'Ambroise Thomas sont aussi commercialisés. Les Mignons sont alors qualifiés par la presse de « friandise en vogue ».
Siraudin avait été nommé archiviste de la Société des auteurs dramatiques en 1865, trésorier en 1866 et membre suppléant de la commission en 1869. Après avoir longtemps habité rue de la Victoire, dans la maison de Henri Herz et auparavant rue de Choiseul, Siraudin avait, depuis quelques années, un modeste appartement dans la grande rue des Batignolles. Il avait, en outre, une petite installation à Enghien, où il s’était retiré depuis plusieurs mois. Alité, à la suite d’une attaque d’apoplexie, Siraudin a succombé une dizaine de jours plus tard. Il repose au cimetière Montmartre.

## Théâtre
- avec Dumanoir, La Vendetta, théâtre des Variétés, 1842.
- avec Charles Foliguet, Le Bal Mabille, vaudeville en 1 acte, 1844.
- avec Charles Foliguet, Paris à la campagne et la Campagne à Paris, vaudeville en 2 actes, 1845.
- Le Carillon de Saint-Mandé, comédie-vaudeville en 1 acte, avec Foliguet, 1846.
- avec Eugène Moreau et Alfred Delacour (théâtre Montansier (7 avril 1849)), E.H. : comédie-vaudeville en un acte, Paris, Calmann Lévy, 1885, 48 p. (OCLC 612365779, lire en ligne).  — Cette comédie-vaudeville en un acte a été traduite en 1849 en russe par Pavel Feodorov (ru) sous le titre de Az et Fert (Аз и ферт) et adaptée trois fois sous cette forme au cinéma en 1946, 1981 et 2000.
- avec Eugène Moreau et Alfred Delacour, Le Courrier de Lyon théâtre de la Gaîté, 1850. Le sculpteur Charles Kotra (1869-1942) a représenté Francisque jeune dans le rôle de Joliquet (statuette en terre cuite peinte).
- avec Eugène Labiche et Lubize, Le Misanthrope et l'Auvergnat, théâtre du Palais-Royal, 1852.
- avec Édouard Lafargue, Le Bourreau des crânes, théâtre du Palais-Royal, 1853.
- Désir de fiancée : vaudeville en 1 acte, Paris, Jules Dagneau, 1854, 29 p., in-18 (lire en ligne sur Gallica).
- avec Alfred Delacour et Lambert-Thiboust, Un bal d'auvergnats, théâtre du Palais-Royal, 1855.
- avec Alfred Delacour, La Queue de la poële, théâtre du Palais-Royal, 1856.
- avec Lambert-Thiboust et Adolphe Choler, Le Fils de la belle au bois dormant, théâtre du Palais-Royal, 1858.
- avec d'Alphonse Karr et Lambert-Thiboust, La Pénélope normande, théâtre du Vaudeville, 1860.
- avec Eugène Grangé et Lambert-Thiboust, La Pénélope à la mode de Caen : parodie en cinq entr'actes d'une pièce en cinq actes, Paris, Michel Lévy frères, 1860, 36 p., in-18 (lire en ligne sur Gallica).
- avec Clairville et Lambert-Thiboust, La Fille du diable, théâtre des Variétés, 1860.
- avec Auguste Villemot, Le Favori de la favorite, théâtre de Baden-Baden, 1860.
- Les Femmes sérieuses de Paul Siraudin, Alfred Delacour et Ernest Blum, théâtre du Palais-Royal, 1864.
- avec Clairville, Le Mot de la fin, théâtre des Variétés, 1869.
- avec Clairville et William Busnach, Paris-Revue, théâtre du Chatelet, 1869.
- avec Victor Koning et Clairville, La Revue n'est pas au coin du quai, théâtre des Variétés, 1872.
- avec Clairville et Victor Koning, La Fille de Mme Angot musique Charles Lecocq, théâtre des Folies-Dramatiques, 1873.
- avec Henri Blondeau et Hector Monréal, La Revue à la vapeur, théâtre des Variétés, 1875.

### Adaptations au cinéma
- 1911 : Le Courrier de Lyon ou L'Attaque de la malle-poste d'Albert Capellani